# Amara ovalis
Amara ovalis är en skalbaggsart som beskrevs av Strum. Amara ovalis ingår i släktet Amara och familjen jordlöpare. Inga underarter finns listade i Catalogue of Life.